# Corrente delle Antille

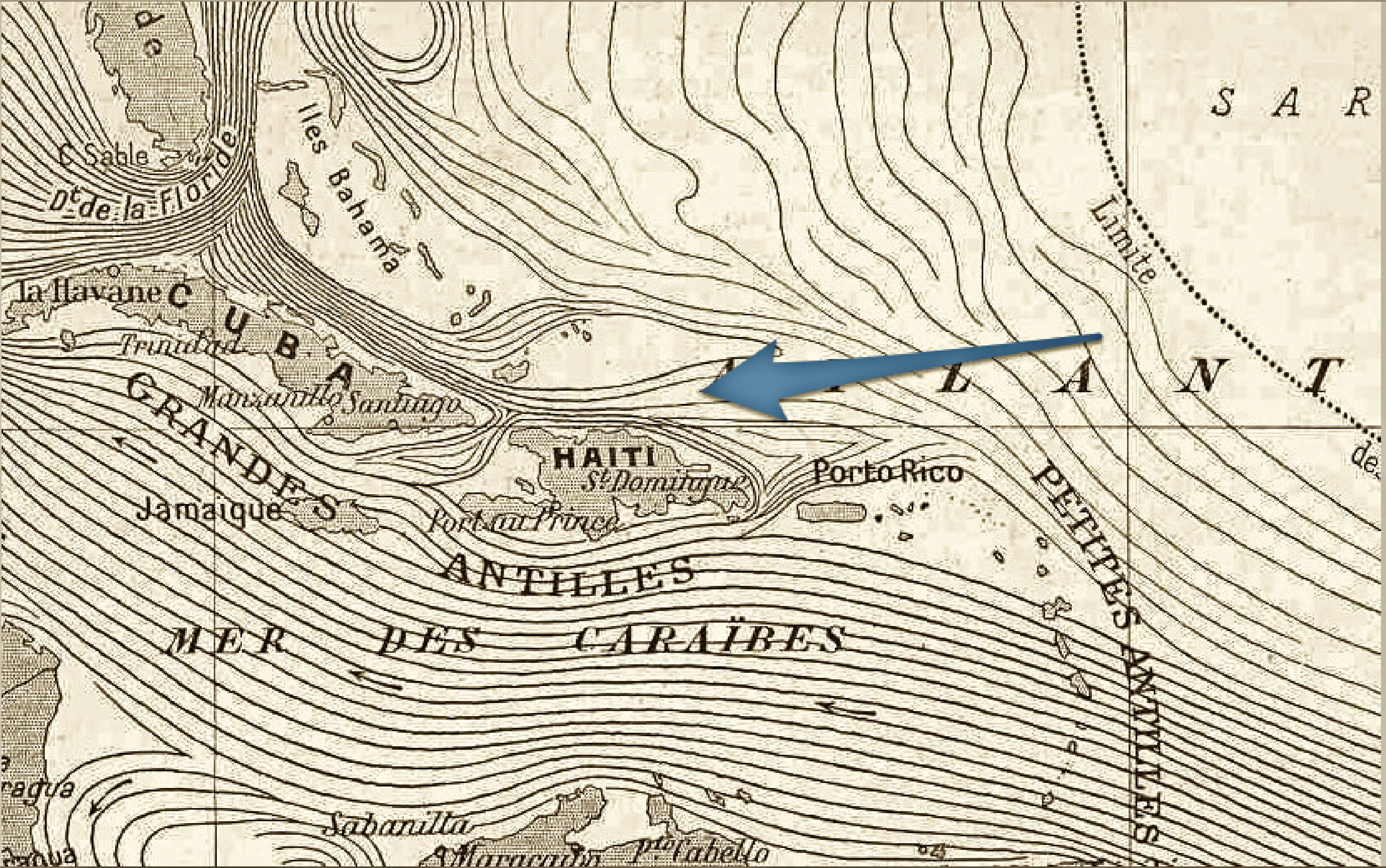
La corrente delle Antille.

La corrente delle Antille è una corrente oceanica calda, superficiale e molto variabile, che fluisce verso nordovest dopo aver superato la catena di isole che separa il Mar dei Caraibi dall'Oceano Atlantico.

## Caratteristiche
La corrente, che è originata dal flusso della Corrente Equatoriale Nord, fluisce in senso orario secondo un ciclo convettivo posizionato nell'Oceano Atlantico. 
Scorre a nord di Porto Rico, Hispaniola e Cuba, ma resta a sud delle Bahamas, facilitando le comunicazioni marittime tra l'Oceano Atlantico e le coste settentrionali di queste isole. Si collega alla Corrente del Golfo all'intersezione con gli stretti della Florida.
Data la sua bassa velocità e le acque ricche di nutrienti, è molto sfruttata per la pesca dai pescatori delle isole caraibiche. Si muove parallela all'altrettanto ricca di nutrienti corrente dei Caraibi, che fluisce a sud di Porto Rico e Cuba, sopra la Colombia e il Venezuela.